# Gare de Méailles
Gare de Méailles vasútállomás Franciaországban, Méailles településen.

## Vasútvonalak
Az állomást az alábbi vasútvonalak érintik:
- Nizza-Digne-vasútvonal

## Kapcsolódó állomások
A vasútállomáshoz az alábbi állomások vannak a legközelebb:
- Gare de Thorame-Haute
- Gare du Fugeret